# 议会立法指令

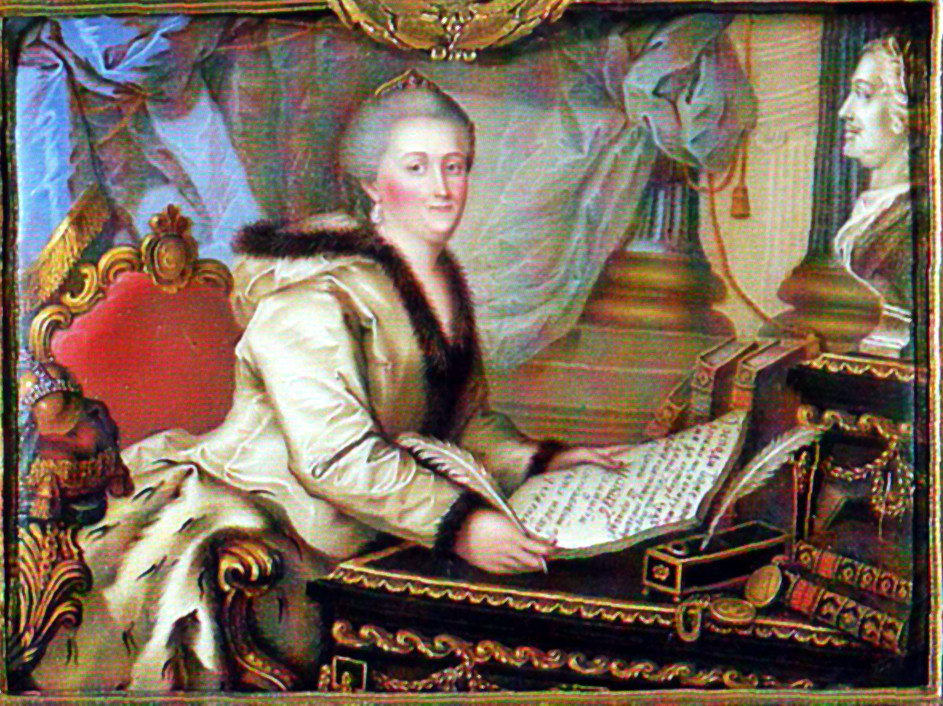
一张关于当时女王书写指令的画作

议会立法指令（俄语：Наказ Екатерины II Комиссии о составлении проекта нового Уложения, transliteration）是俄罗斯帝国叶卡捷琳娜二世女皇撰写的法律原则宣言，用于指导议会立法。叶卡捷琳娜致力于将自己从法国哲学家那里学到的启蒙精神融入具体立法之中。1766年，她于莫斯科召集由各国各阶层（官员、贵族、资产阶级、农民）共652人组成的大委员会，这几乎已经组成了一个协商议会。大委员会需要考虑到俄罗斯帝国自身的需求制订法律。女皇言其中的思想几乎全部来自西欧哲学家，尤其是孟德斯鸠与切萨雷·贝卡里亚。但由于新的立法中有许多民主原则威胁到了旧臣，女皇没能将其付诸实施。大委员会也在200多次会议后解散，没能将理论变为现实。